# Момчилград (община)
Момчилград (болг. Община Момчилград) — община в Болгарии. Входит в состав Кырджалийской области. Население составляет 36 726 человек (на 21.07.05 г.).
На территории общины находится древнее фракийское святилище Татул со следами деятельности V—IV тыс. до н. э. На холме есть захоронение, которое принято связывать с легендарным певцом Орфеем. У села Звездел — остатки средневековой крепости. В Момчилграде — церковь святого царя Бориса (отреставрирована в 2009 году), костница с останками погибших в Русско-турецкой войне (1877—1878) и в Балканских войнах (1912—1913), старинная мечеть (отремонтирована в 2004 году).

## Состав общины
В состав общины входят следующие населённые пункты:
1. Ауста
2. Багрянка
3. Балабаново
4. Биволяне
5. Врело
6. Вырхари
7. Горско-Дюлево
8. Груево
9. Гургулица
10. Девинци
11. Джелепско
12. Друмче
13. Загорско
14. Звездел
15. Каменец
16. Карамфил
17. Конче
18. Кос
19. Кременец
20. Лале
21. Летовник
22. Манчево
23. Момина-Сылза
24. Момчилград
25. Нановица
26. Неофит-Бозвелиево
27. Обичник
28. Пазарци
29. Пиявец
30. Плешинци
31. Постник
32. Прогрес
33. Птичар
34. Равен
35. Ралица
36. Садовица
37. Свобода
38. Седефче
39. Седлари
40. Сенце
41. Синделци
42. Соколино
43. Сярци
44. Татул
45. Чайка
46. Чобанка
47. Чомаково
48. Чуково
49. Юнаци